# João Félix
João Félix Sequeira (phát âm tiếng Bồ Đào Nha: [ʒuˈɐ̃w ˈfɛliks]; sinh ngày 10 tháng 11 năm 1999) là một cầu thủ bóng đá chuyên nghiệp người Bồ Đào Nha hiện đang thi đấu ở vị trí tiền vệ tấn công hoặc tiền đạo cho câu lạc bộ Saudi Pro League Al-Nassr và đội tuyển bóng đá quốc gia Bồ Đào Nha.

## Sự nghiệp câu lạc bộ
Sinh ra ở Viseu, Félix bắt đầu phát triển tại Os Pestinhas trước khi gia nhập đội trẻ của FC Porto, nơi anh đã trải qua 7 năm thi đấu. Anh bị thanh lý hợp đồng vì thể trạng mỏng và chuyển sang đối thủ Benfica ở Lisbon.
Félix ra mắt chuyên nghiệp vào năm 16 tuổi cho đội dự bị của Benfica tại LigaPro vào ngày 17 tháng 9 năm 2016, thay người ở phút thứ 83 cho Aurélio Buta trong trận hòa không bàn thắng tại Freamunde, qua đó anh trở thành cầu thủ trẻ nhất ra mắt cho Benfica B. Anh đã chơi 13 trận và ghi ba bàn trong mùa giải, lần đầu tiên là niềm bàn danh dự trong trận thua 2-1 trước đội bóng quê hương Académico de Viseu vào ngày 15 Tháng 2 năm 2017. Sau đó, vào ngày 30 tháng 1 năm 2018, anh đã lập hat-trick trong chiến thắng trên sân nhà 5-0 trước Famalicão.
Mùa 2018-19, Félix đã được đưa lên đội một của Benfica, ra mắt trong chiến thắng 2-0 tại giải Primeira Liga trước Boavista vào ngày 18 tháng 8. Một tuần sau, anh ghi bàn thắng đầu tiên tại Primeira Liga, trở thành cầu thủ trẻ nhất ghi bàn trong trận derby Lisbon, kết thúc với tỷ số 1-1. Ngày 16 tháng 1 năm 2019, anh đã ghi bàn thắng vào vòng loại trước Vitória de Guimarães ở tứ kết Cúp Bồ Đào Nha. Sau đó, anh được khen ngợi vì màn trình diễn trong chiến thắng 4-2 trên sân khách của Sporting CP trong giải đấu vào ngày 3 tháng 2, sau đó đã thu hút sự quan tâm từ một số câu lạc bộ châu Âu.
Vào ngày 11 tháng 4 năm 2019, Félix đã lập hat-trick trong chiến thắng 4-2 tại UEFA Europa League trước Eintracht Frankfurt. Nhờ đó, anh trở thành cầu thủ trẻ nhất - 19 tuổi và 152 ngày lập hat-trick tại giải, phá vỡ kỷ lục cũ (ít hơn 67 ngày) của Marko Pjaca vào năm 2014. Félix kết thúc mùa giải đầu tiên của mình với 20 bàn thắng, trong đó có một bàn vào ngày lượt cuối cùng của giải đấu, trong chiến thắng 4-1 trước CD Santa Clara để giành danh hiệu vô địch; 15 bàn thắng ghi được giúp anh đứng thứ 4 danh sách ghi bàn của mùa giải. Tại 7 giải đấu hàng đầu châu Âu, anh xếp thứ 2 trong số các cầu thủ trẻ về số bàn thắng - sau Kai Havertz và các pha kiến tạo - sau Jadon Sancho.

## Sự nghiệp đội tuyển quốc gia
Huấn luyện viên Fernando Santos đã triệu tập Félix cho đội tuyển quốc gia Bồ Đào Nha tại Vòng Chung kết UEFA Nations League 2019 trên sân nhà. Anh ra mắt quốc tế vào ngày 5 tháng 6 trước Thụy Sĩ trong trận bán kết tại Estádio do Dragão, và được vào sân thay người phút 71 trong chiến thắng 3-1.

## Phong cách chơi bóng
Được Benfica coi là là một trong những cầu thủ triển vọng nhất từ đội trẻ của họ, Félix đã được so sánh với các cựu cầu thủ Benfica là Rui Costa và João Pinto. Chủ yếu thi đấu như một tiền vệ tấn công, Félix cũng đã được sử dụng như một tiền đạo, tiền đạo thứ hai hoặc một cầu thủ chạy cánh.

## Thống kê sự nghiệp

### Câu lạc bộ
Tính đến 26 tháng 5 năm 2024 
| Câu lạc bộ        | Mùa giải          | Giải đấu          | Giải đấu | Giải đấu | Cúp quốc gia | Cúp quốc gia | Cúp liên đoàn | Cúp liên đoàn | Châu Âu | Châu Âu | Khác | Khác | Tổng cộng | Tổng cộng |
| Câu lạc bộ        | Mùa giải          | Hạng đấu          | Trận     | Bàn      | Trận         | Bàn          | Trận          | Bàn           | Trận    | Bàn     | Trận | Bàn  | Trận      | Bàn       |
| ----------------- | ----------------- | ----------------- | -------- | -------- | ------------ | ------------ | ------------- | ------------- | ------- | ------- | ---- | ---- | --------- | --------- |
| Benfica B         | 2016–17           | LigaPro           | 13       | 3        | —            | —            | —             | —             | —       | —       | —    | —    | 13        | 3         |
| Benfica B         | 2017–18           | LigaPro           | 17       | 4        | —            | —            | —             | —             | —       | —       | —    | —    | 17        | 4         |
| Benfica B         | Tổng cộng         | Tổng cộng         | 30       | 7        | —            | —            | —             | —             | —       | —       | —    | —    | 30        | 7         |
| Benfica           | 2018–19           | Primeira Liga     | 26       | 15       | 6            | 1            | 2             | 1             | 9       | 3       | —    | —    | 43        | 20        |
| Atletico Madrid   | 2019–20           | La Liga           | 27       | 6        | 1            | 0            | —             | —             | 6       | 3       | 2    | 0    | 36        | 9         |
| Atletico Madrid   | 2020–21           | La Liga           | 31       | 7        | 1            | 0            | —             | —             | 8       | 3       | —    | —    | 40        | 10        |
| Atletico Madrid   | 2021–22           | La Liga           | 24       | 8        | 2            | 1            | —             | —             | 8       | 1       | 1    | 0    | 35        | 10        |
| Atletico Madrid   | 2022–23           | La Liga           | 14       | 4        | 1            | 1            | —             | —             | 5       | 0       | —    | —    | 20        | 5         |
| Atletico Madrid   | Tổng cộng         | Tổng cộng         | 96       | 25       | 5            | 2            | —             | —             | 27      | 7       | 3    | 0    | 131       | 34        |
| Chelsea (mượn)    | 2022–23           | Premier League    | 16       | 4        | —            | —            | —             | —             | 4       | 0       | —    | —    | 20        | 4         |
| Barcelona (mượn)  | 2023–24           | La Liga           | 30       | 7        | 3            | 0            | —             | —             | 9       | 3       | 2    | 0    | 44        | 10        |
| Tổng số sự nghiệp | Tổng số sự nghiệp | Tổng số sự nghiệp | 198      | 58       | 14           | 3            | 2             | 1             | 49      | 13      | 5    | 0    | 268       | 75        |

1. ↑  Bao gồm Taça de Portugal, Copa del Rey, FA Cup
2. ↑  Bao gồm Taça da Liga, EFL Cup
3. ↑  Ba lần ra sân tại UEFA Champions League, sáu lần ra sân và ba bàn thắng tại UEFA Europa League
4. 1 2 3 4 5 6  Số lần ra sân tại UEFA Champions League
5. 1 2 3  Số lần ra sân tại Supercopa de España

### Quốc tế
Tính tới ngày 18 tháng 11 năm 2024
| Đội tuyển quốc gia | Năm       | Trận | Bàn |
| ------------------ | --------- | ---- | --- |
| Bồ Đào Nha         | 2019      | 5    | 0   |
| Bồ Đào Nha         | 2020      | 8    | 3   |
| Bồ Đào Nha         | 2021      | 7    | 0   |
| Bồ Đào Nha         | 2022      | 8    | 1   |
| Bồ Đào Nha         | 2023      | 8    | 3   |
| Bồ Đào Nha         | 2024      | 9    | 2   |
| Tổng cộng          | Tổng cộng | 45   | 9   |

Tính đến ngày 18 tháng 11 năm 2024. Bàn thắng và kết quả của Bồ Đào Nha được để trước.
| # | Ngày                 | Địa điểm                                                | Số trận | Đối thủ              | Bàn thắng | Kết quả | Giải đấu                    |
| - | -------------------- | ------------------------------------------------------- | ------- | -------------------- | --------- | ------- | --------------------------- |
| 1 | 5 tháng 9 năm 2020   | Sân vận động Dragão, Porto, Bồ Đào Nha                  | 6       | Croatia              | 3–0       | 4–1     | UEFA Nations League 2020–21 |
| 2 | 11 tháng 11 năm 2020 | Sân vận động Ánh sáng, Lisbon, Bồ Đào Nha               | 11      | Andorra              | 4–0       | 7–0     | Giao hữu                    |
| 3 | 17 tháng 11 năm 2020 | Sân vận động Poljud, Split, Croatia                     | 13      | Croatia              | 2–1       | 3–2     | UEFA Nations League 2020–21 |
| 4 | 24 tháng 11 năm 2022 | Sân vận động 974, Doha, Qatar                           | 25      | Ghana                | 2–1       | 3–2     | FIFA World Cup 2022         |
| 5 | 26 tháng 3 năm 2023  | Stade de Luxembourg, Luxembourg City, Luxembourg        | 30      | Luxembourg           | 2–0       | 6–0     | Vòng loại UEFA Euro 2024    |
| 6 | 11 tháng 9 năm 2023  | Sân vận động Algarve, Faro/Loulé, Bồ Đào Nha            | 32      | Luxembourg           | 9–0       | 9–0     | Vòng loại UEFA Euro 2024    |
| 7 | 16 tháng 10 năm 2023 | Sân vận động Bilino Polje, Zenica, Bosna và Hercegovina | 34      | Bosna và Hercegovina | 5–0       | 5–0     | Vòng loại UEFA Euro 2024    |
| 8 | 11 tháng 6 năm 2024  | Sân vận động Municipal de Aveiro, Aveiro, Bồ Đào Nha    | 39      | Cộng hòa Ireland     | 1–0       | 3–0     | Giao hữu                    |
| 9 | 18 tháng 11 năm 2024 | Sân vận động Poljud, Split, Croatia                     | 45      | Croatia              | 1–0       | 1–1     | UEFA Nations League 2024–25 |

## Danh hiệu
Benfica
- Primeira Liga: 2018–19[23]

Atletico Madrid
- La Liga: 2020–21[24]

Bồ Đào Nha
- UEFA Nations League: 2018–19[23]
- UEFA Nations League: 2024-2025

Cá nhân
- Cầu thủ xuất sắc nhất tháng Primeira Liga: Tháng 1 năm 2019 [25]
- Đội hình tiêu biểu UEFA Europa League mùa giải: 2018-19 [26]
- CNID - Cầu thủ xuất nhắc nhất năm Bồ Đào Nha: 2019 [27]
- Golden Boy: 2019
- Cầu thủ xuất sắc nhất mùa giải của Atlético Madrid: 2021-22[28]
- Cầu thủ xuất sắc nhất tháng của Atlético Madrid: tháng 10 2021, tháng 12 2021
- Cầu thủ có tầm ảnh hưởng nhất năm của Globe Soccer: 2019[29]
- Cầu thủ xuất sắc nhất tháng La Liga: tháng 11 2020[30], tháng 3 2022[31]